# Triaenops persicus
Triaenops persicus é uma espécie de morcego da família Hipposideridae. Pode ser encontrada na península arábica (Iêmen, Omã e Emirados Árabes Unidos), no sudoeste do Irã e no Paquistão (Gharo, Sind). Triaenops rufus, até então o nome de uma espécie distinta, foi considerado como sinônimo de T. persicus, sendo proposto outra denominação para a espécie, Triaenops menamena. A população africana foi elevada a espécie distinta, Triaenops afer.